# Ред Хук (Њујорк)
Ред Хук (енгл. Red Hook) град је у америчкој савезној држави Њујорк.

## Демографија
По попису из 2010. године број становника је 1.961, што је 156 (8,6%) становника више него 2000. године.
| Група             | 2000.         | 2010.         |
| Белци             | 1.682 (93,2%) | 1.727 (88,1%) |
| Афроамериканци    | 12 (0,7%)     | 19 (1,0%)     |
| Азијати           | 31 (1,7%)     | 68 (3,5%)     |
| Хиспаноамериканци | 64 (3,5%)     | 128 (6,5%)    |
| Укупно            | 1.805         | 1.961         |